# Montilla Club de Fútbol
El Montilla Club de Fútbol es un club de fútbol de España de la ciudad de Montilla (Córdoba). Fue fundado en 1973 a raíz de que la empresa bodeguera Alvear S.A. dejará de apoyar al Club Balompédico Alvear, auspiciado por la propia Bodegas Alvear. En agosto de 1973 un grupo de aficionados, directivos, integrantes del C.B. Alvear y miembros de la corporación del Ayuntamiento de Montilla, se reunían para que no se perdiera el fútbol en la localidad y crearían al actual club, denominado inicialmente como Montilla Vinícola siendo D. Jesús Calleja Moreno el primer presidente.

## Escudo
El escudo del Montilla CF está inspirado en el escudo de la ciudad de Montilla, incorpora los mismos colores.
El escudo se encuentra dividido en dos partes, la parte de abajo es de color verde y la parte de arriba tiene un castillo como imagen central a sus lados tiene un pino y un ramo de espigas, encima del castillo tiene un balón, mientras que el fondo es de color azul.

## Colores
Sus colores siempre han sido el amarillo y el verde, debido a que representan el vino y verdor de las viñas montillanas.

## Presidentes
- Jesús Calleja Moreno (1973/1976)
- José Ruz Ramírez (1976/1978)
- Jesús Calleja Moreno (1978/1980)
- (Junta Gestora) (1980/1982)
- Miguel Navarro Polonio (1982/1985).
- José Espejo Espejo (1985/1989).
- Francisco Hidalgo García (1989/1991)
- José Lao Sánchez (1991/1996).
- Pedro Reina Serrano (1996/1998)
- Manuel Márquez Navarro (1998/2002).
- Antonio Gómez Cerezo (2002/2008).
- Jorge Pérez Marqués (2008/2014).
- Manuel Leiva Reyes (2014/2022).
- Francisco José Mesa Priego (2022/-).

## Estadio
El Montilla Club De Fútbol juega sus partidos en el Estadio Municipal De Montilla, que cuenta con una capacidad de 5.000 espectadores y un terreno de juego de césped artificial. El estadio fue inaugurado el 19 de marzo de 1981 con dos partidos uno por la mañana que enfrentaba al C.D. Pozoblanco y el Montilla CF, y por la tarde entre el Real Betis Balompié, Córdoba CF, . 
Por este estadio han pasado grandes equipos como el Sevilla Fútbol Club , el Córdoba Club de Fútbol, el Recreativo de Huelva, el Cádiz Club de Fútbol, el Xerez Club Deportivo y el Atlético de Ceuta.
Antes de la construcción de este Estadio el Montilla CF jugaba sus partidos en el extinto Estadio de Alvear ubicado en el barrio de las casas nuevas junto a la bodega Alvear, en las calles Asunción de Alvear y Ronda del Canillo. Este campo de fútbol fue inaugurado en el año 1945.

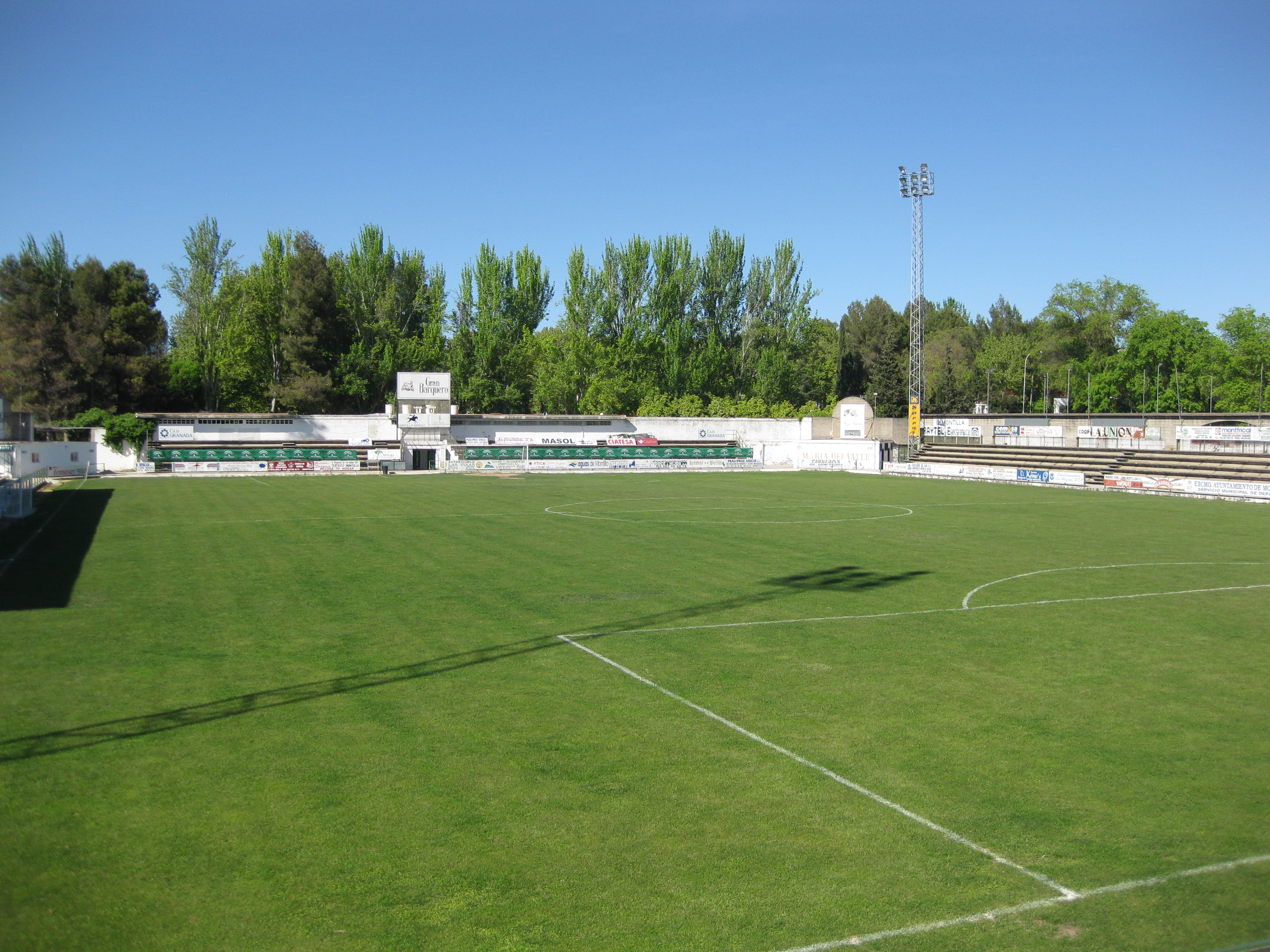
Estadio Municipal de Montilla

Plantilla del Montilla C.F. en el antiguo Estadio de Alvear

## Trayectoria histórica
- Temporadas en Segunda División B: 0.
- Temporadas en Tercera División: 17.
- Temporadas en División de Honor: 4.
- Temporadas en Primera Andaluza: 12.
- Temporadas en Segunda Andaluza: 2.
- Temporadas en Antigua Regional Preferente Córdoba: 1. 2000/2001
- Temporadas en Antigua Regional Preferente Andaluza: 14. 1973/1986
- Participaciones en la Copa del Rey: 2. 1990/1991 2.ª ronda, 2022/2023 1.ª ronda
- Participaciones en la Copa de Andalucía: 2. 2021/2022 cuartos de final y 2022/2023 campeón

### Tercera División
Un clásico de la Tercera División de España conocido a nivel provincial y nacional, el club posee un prestigio dentro de este deporte, y es que vaya donde vaya es conocido por aficionados de todas las comunidades.
- Temporadas en Tercera División: 17
  - Año del debut: 1987
  - Última participación: Tercera División de España 2012/13
  - Partidos: 624
  - Victorias: 210
  - Empates: 187
  - Derrotas: 227
  - Puntos: 708
  - Goles a favor: 684
  - Goles en contra: 718
  - Mejor puesto en la liga: 5.º (Tercera División de España 1996-97)

## Palmarés
El Montilla C.F. es un club con mucho prestigio a nivel provincial como autonómico en su haber tiene muchos trofeos amistosos y federados, entre los cuales se encuentran como los más importantes la Copa Andalucía ganada en el verano de 2022 frente al CD Rincón, este trofeo le dio acceso por segunda vez en su historia a la Copa del Rey. Otro de los trofeos destacados en las vitrinas vinícolas es la Copa Diputación ganada al Córdoba CF en la temporada 1976, en el campo cordobés de Enrique Puga.
- Copa Andalucía: 1. 2022/2023
- Copa Diputación: 4. 1976/1977, 1999/2000, 2001/2002 y 2003/2004
- Trofeo de la Vendimia Montilla: 3. 2017/18 2018/2019 y 2019/2020
- Trofeo Peña del Real Madrid de Pozoblanco: 1. 2012/2013
- Trofeo Fuente del Río Cabra: 2. 1988/1989 y 2018/2019
- Trofeo Alcalde de Porcuna: 1. 2017/2018
- Trofeo Ciudad de las Torres Écija: 1. 2019/2020

### Trofeo de la Vendimia
El Trofeo de la Vendimia Montilla es un trofeo que se disputa en la ciudad de Montilla por el mes de agosto en el Estadio Municipal De Montilla. Este trofeo se creó por la década de los 70, desapareció durante muchos años y el club en la temporada 2015 lo volvió a retomar junto al Ayuntamiento de Montilla.
- 2015/16 Montilla CF 1-4 Córdoba CF B
- 2016/17 Montilla CF 1-4 CD Ciudad de Lucena
- 2017/18 Montilla CF 2-1 CD Pedrera
- 2018/19 Montilla CF 5-2 CD Castro Del Río
- 2019/20 Montilla CF 7-0 CD Montalbeño
- 2020/21 No hubo
- 2021/22 No hubo
- 2022/23 Montilla CF 2-3 ADFB Bujalance
- 2023/24 Montilla CF 0-1 Atl. Palma del Río
- 2024/25 Montilla CF 1-2 Peñarroya CF

## Categorías inferiores y otras secciones
El Montilla C.F. en sus inicios contaba dentro de su organigrama con algunos equipos de categorías inferiores como infantiles, cadetes o juveniles. Dada las circunstancias de aquella época, las categorías inferiores de muchos clubes fueron a menos, y con el paso del tiempo se fueron recuperando con diferentes denominaciones.
En la temporada 2024/2025, el club vuelve a recuperar sus propias categorías inferiores, siendo todos los equipos inscritos bajo la misma denominación Montilla Club de Fútbol. Las categorías que el club tiene son las siguientes: juveniles, cadetes, infantiles, alevines y benjamines, todos ellos federados en las competiciones de la RFAF.
El objetivo es de abastecer de grandes jugadores a la primera plantilla del club. Por nuestros equipos de cantera han pasado muchos jugadores destacando a Ureña, siendo el único jugador local en llegar a Primera División con el Real Betis Balompié.

### Frente Vinícola
El Frente Vinícola son un grupo de seguidores que se ubican en el Gol Sur del estadio, Estadio Municipal De Montilla. El Frente Vinícola se creó en la temporada 2011/12. Actualmente, son un grupo que va cada domingo al estadio.

### Redes sociales
El Montilla C.F. cuenta con varios medios de comunicación, redes sociales, web, etc. Todos ellos oficiales como: Instagram, Twitter, Facebook, TikTok, Twitch y YouTube.
En ellos podrás encontrar toda la información como estar actualizado de tu equipo primera plantilla como cantera.
- Montilla Club de Fútbol en Instagram
- Montilla Club de Fútbol en X (antes Twitter)
- Montilla Club de Fútbol en Facebook
- Video en YouTube.